# ユーコム
株式会社ユーコムは、東京都港区に本社を置くテレビ番組等の制作プロダクションである。

## 主なスタッフ
プロデューサー
- 稲垣哲也
- 名古屋陵
- 竹下やすし
- 丸山淳也
- 上野潤也

総合演出
- 鈴木コーイチ

演出・ディレクター
- 柴田昌彦
- 石原圭祐
- 津田克久
- 土井直樹

ディレクター
- 落合陽介ギフレ
- 芳賀善之
- 鈴木洋之
- 江口幸史郎
- 岩松悠
- 藤本佑太
- 新岡隆一
- 伊藤暁
- 椎橋友司
- 伊東沙耶香
- 宗田祐佳
- 五十嵐脩平

AP
- 河井丈郎

AD
- 阪本遼平
- 萩原永理香
- 土田恭佳

その他大勢

## 主な制作実績

### テレビ番組

#### 2008年1月 - 2009年12月
レギュラー番組
- 最終警告!たけしの本当は怖い家庭の医学（朝日放送テレビ、テレビ朝日系列　2004年4月 - 2009年12月、※業務開始は2008年1月からテレコムスタッフから引き継ぎ）
- 二人の食卓 〜ありがとうのレシピ〜（テレビ朝日系列　2007年10月 - 2012年3月、※業務開始は2008年1月から）
- キャくれ家（朝日放送テレビ、関西ローカル　2009年10月 - 2011年4月）
- きゃくらん（朝日放送テレビ、関西ローカル　2009年10月 - 2011年4月）

単発・特別番組
- 偽装を見抜け!! クイズ!ガーセネーター（TBS　2009年4月）
- 緊急!世界サミット たけしJAPAN 2009 日本を考えるTV（ABCテレビ、テレビ朝日系列　2009年9月）

#### 2010年代
レギュラー番組
- たけしの健康エンターテインメント!みんなの家庭の医学（朝日放送テレビ、テレビ朝日系列　2010年1月 - 2017年6月）
- お説教アイドル 叱るGENJI（朝日放送テレビ、関西ローカル　2011年4月 - 2014年9月）
- 叱るJr.（朝日放送テレビ、関西ローカル　2011年4月 - 2014年9月、※「叱るGENJI」のミニ番組）
- 音楽ヒミツ情報機関 MI6（スペースシャワーTV　2012年6月 - 2015年3月）
- 世界が驚いたニッポン! スゴ〜イデスネ!!視察団（テレビ朝日、2014年10月 - 2019年9月）
- 名医とつながる!たけしの家庭の医学（ABCテレビ、テレビ朝日系列 2017年7月 - 2020年3月）
- 逆ランキングバラエティ COUNT UP!（関西テレビ、関西ローカル　2012年7月、ツキギメ!枠）
- ザキ山小屋（朝日放送テレビ、関西ローカル　2014年10月 - ）
- ザキ山小屋別館（朝日放送テレビ、関西ローカル　2014年10月 - ）
- 中居正広のニュースな会（テレビ朝日系列　2019年4月 - ）

単発・特別番組
- 緊急!世界サミット たけしJAPAN2〜2010日本を考えるTV〜（ABCテレビ、テレビ朝日系列　2010年3月）
- 一攫千金!衝撃お仕事 世界(秘)デカセギ案内所（ABCテレビ、テレビ朝日系列　2010年9月）
- ノンフィクションW 消えゆく夢の町 KAWASHIMO（WOWOW　2010年9月）
- ノンフィクションW 劇画ゴッドファーザー 〜マンガに革命を起こした男〜（WOWOW 2011年3月）
- 渡部陽一が撮った!これが世界の「戦場」だ 突撃!サムライジャーナリスト（フジテレビ系列　2011年7月、土曜プレミアム枠）
- 史上最大の挑戦!世界最強マジシャン集結スペシャル（テレビ東京系列　2011年9月）
- ノンフィクションW 8秒に賭ける夢 〜サムライ・ブルライダー in USA〜（WOWOW 2011年9月）
- 逆ランキングバラエティ COUNT UP! 〜もう一つの真実が底にある〜（関西テレビ、関西ローカル　2012年2月）
- たけしのニッポン人白書（フジテレビ系列　2012年2月、土曜プレミアム枠）
- さかのぼリサーチ!コマンドーZ（関西テレビ、関西ローカル　2012年4月、ヨルスパ!枠）
- 独占解明 誰がツタンカーメンを殺したのか!?（フジテレビ系列　2012年8月、土曜プレミアム枠）
- 最高の最下位（読売テレビ、日本テレビ系列　2018年12月 - ）
- どん底どっこいしょ（テレビ朝日系列　2019年1月 - ）

#### 2020年代
レギュラー番組
- これって私だけ?（ABCテレビ、テレビ朝日系列 2020年7月 - 2021年1月）
- 草野仁カラダTV（BS朝日）

### CM

#### 2010年代
- P&G「ジョイ」インフォマーシャル（ABCテレビ、テレビ朝日系列　2011年）
- P&G「ジョイ」インフォマーシャル（ABCテレビ、テレビ朝日系列　2012年5月 - 8月）
- P&G「ファブリーズ」インフォマーシャル（ABCテレビ、テレビ朝日系列　2012年5月 - 8月）
- P&G「アリエール」インフォマーシャル（ABCテレビ、テレビ朝日系列　2012年12月 - ）

### WEB・その他

#### 2008年1月 - 2009年12月
- 考えるレストラン（wiiの間）

#### 2010年代
- WEBドラマ それでも恋する少女 さぎり（ABCテレビ　2012年6月 - ）